# Hachita (Nuevo México)
Hachita es un lugar designado por el censo ubicado en el condado de Grant en el estado estadounidense de Nuevo México. En el Censo de 2010 tenía una población de 49 habitantes y una densidad poblacional de 42,32 personas por km².

## Geografía
Hachita se encuentra ubicado en las coordenadas 31°54′55″N 108°19′31″O / 31.91528, -108.32528. Según la Oficina del Censo de los Estados Unidos, Hachita tiene una superficie total de 1.16 km², de la cual 1.16 km² corresponden a tierra firme y (0%) 0 km² es agua.

## Demografía
Según el censo de 2010, había 49 personas residiendo en Hachita. La densidad de población era de 42,32 hab./km². De los 49 habitantes, Hachita estaba compuesto por el 87.76% blancos, el 2.04% eran afroamericanos, el 0% eran amerindios, el 0% eran asiáticos, el 0% eran isleños del Pacífico, el 2.04% eran de otras razas y el 8.16% pertenecían a dos o más razas. Del total de la población el 14.29% eran hispanos o latinos de cualquier raza.